# Bisceglie (stacja kolejowa)
Bisceglie (wł. Stazione di Bisceglie) – stacja kolejowa w Bisceglie, w prowincji Barletta-Andria-Trani, w regionie Apulia, we Włoszech. Znajduje się na linii Adriatica.
Według klasyfikacji RFI ma kategorię srebrną.

## Infrastruktura
Budynek pasażera składa się z trzech części: centralna część jest na dwóch poziomach i składa się z trzech dużych drzwi oraz trzech okien łukowych na górnym poziomie; z głównej części po obu bokach wychodzą dwa mniejsze budynki. Część lewa służy jako obiekt techniczny RFI, w części prawej znajduje się bar, główna poczekalnia i kasy biletowe. Budynek jest murowany i pomalowany w kolorze beżowym.
Perony stacji wyposażone są w wiaty peronowe oraz połączone są ze sobą przejściem podziemnym

## Linie kolejowe
Adriatica

## Połączenia
Obsługa pasażerów odbyła się wyłącznie przez Trenitalia (zależnej od Ferrovie dello Stato) w imieniu Regionu Apulia.
Zatrzymują się tu pociągi: regionalne, InterCity i Eurostar Italia.
Łącznie około 105 pociągów dziennie kursuje przez stację, a ich główne cele podróży to: Bari, Foggia i Barletta.